# Moellerodiscus tenuistipes
Moellerodiscus tenuistipes är en svampart som först beskrevs av Joseph Schröter, och fick sitt nu gällande namn av Dumont 1976. Moellerodiscus tenuistipes ingår i släktet Moellerodiscus och familjen Rutstroemiaceae.   Inga underarter finns listade i Catalogue of Life.